# إس إس-ديجين
إس إس-ديجين  وكان على التوالي صابر أو السيف يتم ارتدائه على زي شوتزشتافل الموحد 1935-1945.
تم تقديمه لأول مرة في عام 1935، وقد صممه البروفيسور كارل ديبيتش، وهو إس إس- أوبرفورر، والذي كان أيضًا المرجع الشخصي لهاينريش هيملر في كل الفن والتصميم داخل SS. تم تصنيع الديجين في الأصل بواسطة بيتر دان. شركة Krebs of Solingen، ألمانيا. 

## وصف

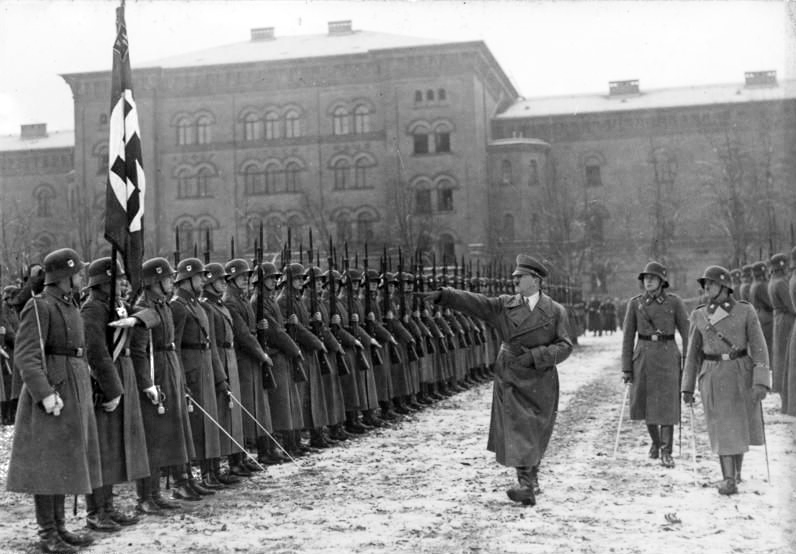
1935 موكب لأدولف هتلر في ثكنات لايبشتاندارته أدولف هتلر. يمكن رؤية عدة سيوف

كان لديها شفرة مستقيمة رفيعة طويلة تم إنتاجها بأطوال مختلفة لاستيعاب ارتفاع مرتديها. يتميز الديجين بقوس مفصل على شكل حرف "D" ( الحارس المتقاطع ) كمقبض يتميز أيضًا بقبضة خشبية مضلعة سوداء. كانت القبضة مربوطة بأسلاك فضية وتضمنت قرصًا مدمجًا يتميز برؤوس صاعقة البرق المزدوجة. 